# Oligotrichum serratomarginatum
Oligotrichum serratomarginatum är en bladmossart som beskrevs av Luo Jian-xin och Wu Pan-cheng 1980. Oligotrichum serratomarginatum ingår i släktet Oligotrichum och familjen Polytrichaceae. Inga underarter finns listade i Catalogue of Life.